# Driver (golf)

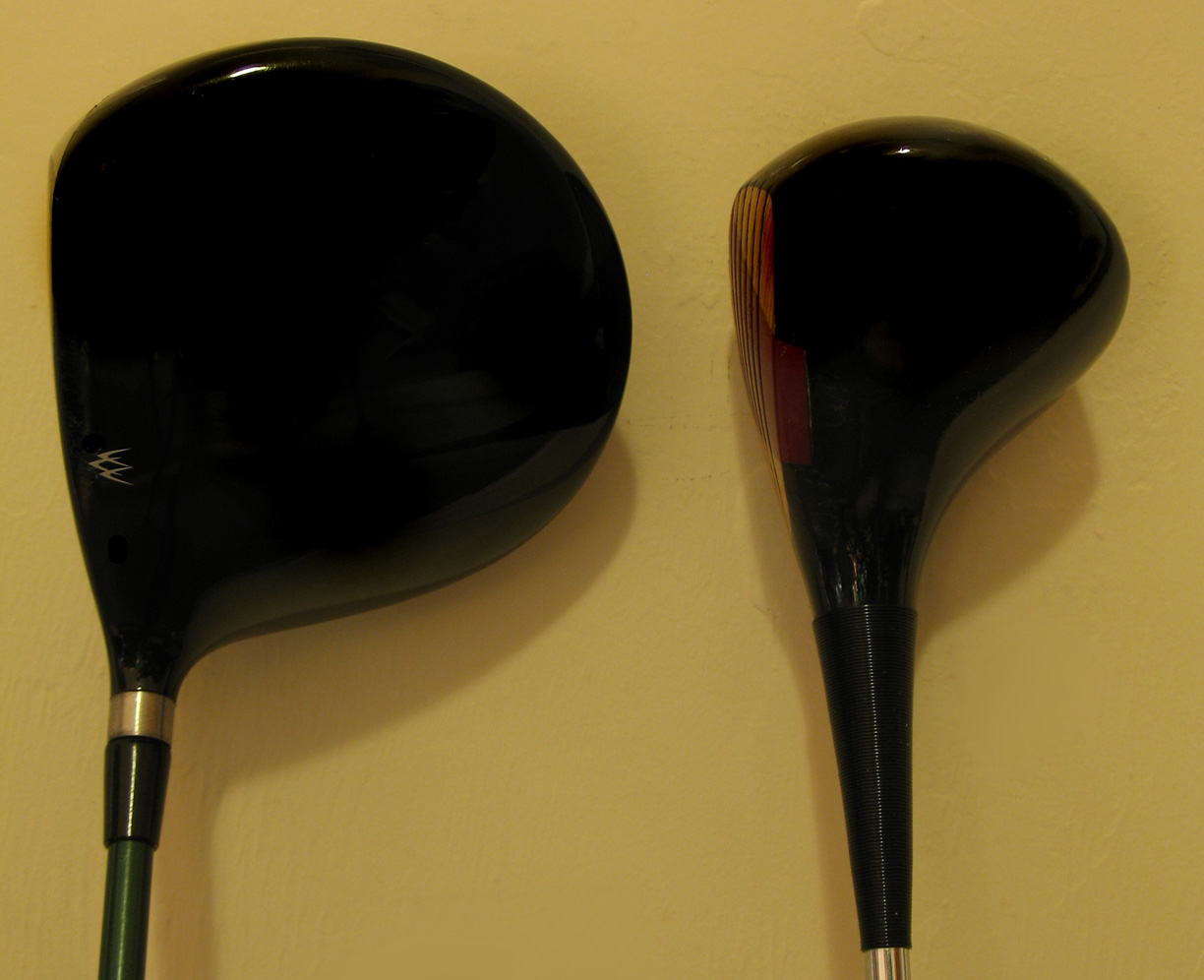
Drivers

Drivers zijn de grootste clubs die men in een golftas tegenkomt qua lengte en kop.
De driver heeft een loft van 8,5 tot 12,5 graden en kan de bal het verst slaan. De club wordt gebruikt om af te slaan op de tee en de bal zo dicht mogelijk bij de green te krijgen bij par 4 of 5. Slechts zelden wordt de driver gebruikt om vanuit de fairway of rough mee te slaan.
Door de lengte van de club is de driver de moeilijkste club om mee te slaan, veel beginnende golfers gebruiken daarom een kortere club om mee af te slaan zodat ze ook meer controle hebben over hun slag.
Vanaf 1 januari 2008 is er een nieuwe regeling van toepassing voor drivers, drivers met een COR boven de 0.83 en/of een volume van meer dan 460cc worden verboden. Op de site van de site van The Royal and Ancient Golf Club of St Andrews staat een lijst van verboden en toegelaten drivers.